# Geograføya
Geograføya est une petite île du Svalbard dans le Détroit d'Hinlopen. Elle fait partie de l'archipel des Bastianøyane.
L'île mesure 520 m de long et 560 m de large.
Les îles les plus proches sont celles de Konerøya, située 2 km au nord, de Klödenøya, située 1,6 km à l'ouest, et celle de Deegenøya, située 2,2 km au sud-est.
L'île a été nommée lors de la première expédition polaire allemande en 1868. Contrairement aux autres îles qui ont été nommées d'après des noms de personnes, Geograføya a été nommée d'après une profession.
La faune de l'île se résume aux ours polaires.